# Eleutherolaimus longus
Eleutherolaimus longus är en rundmaskart som beskrevs av Nikolai Nikolaievich Filipjev 1922. Eleutherolaimus longus ingår i släktet Eleutherolaimus och familjen Linhomoeidae. Inga underarter finns listade i Catalogue of Life.